# Geschichte von Nordhausen
|  | 1220–1802           | Heiliges Römisches Reich, Reichsstadt Nordhausen                                                             |
|  | 1802–1807           | Königreich Preußen                                                                                           |
|  | 1807–1813           | Königreich Westphalen, Departement des Harzes, Distrikt Nordhausen                                           |
|  | 1813–1867           | Königreich Preußen, Provinz Sachsen, Regierungsbezirk Erfurt, Kreis Nordhausen                               |
|  | 1867–1871           | Norddeutscher Bund, Königreich Preußen, Provinz Sachsen, Regierungsbezirk Erfurt, Kreis Nordhausen           |
|  | 1871–1882           | Deutsches Reich, Königreich Preußen, Provinz Sachsen, Regierungsbezirk Erfurt, Kreis Nordhausen              |
|  | 1882–1918           | Deutsches Reich, Königreich Preußen, Provinz Sachsen, Regierungsbezirk Erfurt (kreisfreie Stadt)             |
|  | 1918–1945           | Deutsches Reich, Freistaat Preußen, Provinz Sachsen, Regierungsbezirk Erfurt (kreisfreie Stadt)              |
|  | April bis Juni 1945 | Amerikanische Besatzungszone, Freistaat Preußen, Provinz Sachsen, Regierungsbezirk Erfurt (kreisfreie Stadt) |
|  | 1945–1949           | Sowjetische Besatzungszone, Land Thüringen, Landkreis Nordhausen                                             |
|  | 1949–1952           | Deutsche Demokratische Republik, Land Thüringen, Landkreis Nordhausen                                        |
|  | 1952–1990           | Deutsche Demokratische Republik, Bezirk Erfurt, Kreis Nordhausen                                             |
|  | ab 1990             | Bundesrepublik Deutschland, Freistaat Thüringen, Landkreis Nordhausen                                        |

Die Geschichte von Nordhausen umfasst mehr als 1000 Jahre seit Gründung der Stadt Nordhausen und lässt sich darüber hinaus bis zu einzelnen vorgeschichtlichen Siedlungsplätzen im südlichen Harzraum zurückverfolgen. Als Sitz der Äbtissin des Nordhäuser Damenstiftes und besonders als freie Reichsstadt nahm Nordhausen vom 13. bis zum 19. Jahrhundert einen besonderen Rang ein. Von 1937 bis 1945 befand sich bei Nordhausen das Rüstungszentrum Mittelwerk Dora und ab August 1943 das Konzentrationslager Mittelbau, in dem 60.000 Häftlinge unterirdisch die V2-Waffe produzierten. Anfang April 1945 zerstörten zwei Luftangriffe der Royal Air Force drei Viertel des Stadtgebiets.

## Name der Stadt
Frühe urkundliche Namensformen sind Nordhusa (876), Nordhuse (929), Northusun (965, 1075, 1105), Northuson (993, 1042, 1105), Nordhusen (ab dem 12. Jahrhundert) und Northusia (1200, latinisiert). Zwischen dem 12. und 15. Jahrhundert überwiegt in Chroniken und Statuten die Schreibweise Northusen, ab 1480 ist die Lautung Northausen beziehungsweise später Nordhausen mit frühneuhochdeutscher Diphthongierung bezeugt.
Laut germanistischer Namenforschung liegt eine Bildung aus „Nord“ und „-hausen“ (ursprünglich ein Dativ Plural, also „bei den Häusern“) vor; die Bedeutung des Ortsnamens ist demnach „bei der nordwärts gelegenen Ansiedlung“. Das namenkundliche Gegenstück bildet die Ortschaft Sundhausen, die etwa zur gleichen Zeit in unmittelbarer Nachbarschaft zu Nordhausen gegründet wurde und deren Name „bei der südwärts gelegenen Ansiedlung“ bedeutet (sunt ist mittelhochdeutsch für Süden).
Die These, dass der Namensbestandteil Nord auf die germanische Gottheit Nerthus zurückzuführen sei, steht außerhalb der wissenschaftlichen Diskussion. Hiernach beziehe sich der Ortsname auf eine Versammlungsstätte oberhalb der Zorge-Niederung im Bereich des heutigen Petersberges, wo sich die Germanen u. a. zum Thing versammelt und auch Gottesdienst und Brauchtum gepflegt hätten.
Die Einwohner der Stadt heißen korrekt „Nordhäuser“ (in der Mundart „Nordhisser“).
Wegen seiner jahrhundertealten Tradition der Branntwein-Herstellung trägt Nordhausen auch den Ortsnecknamen „Branntwienpisser“ und „Schnapshausen“. Ein weiterer Spottname ist „Priemköppe“ wegen der ehemaligen Kautabakproduktion.

## Vor- und frühgeschichtliche Besiedlung

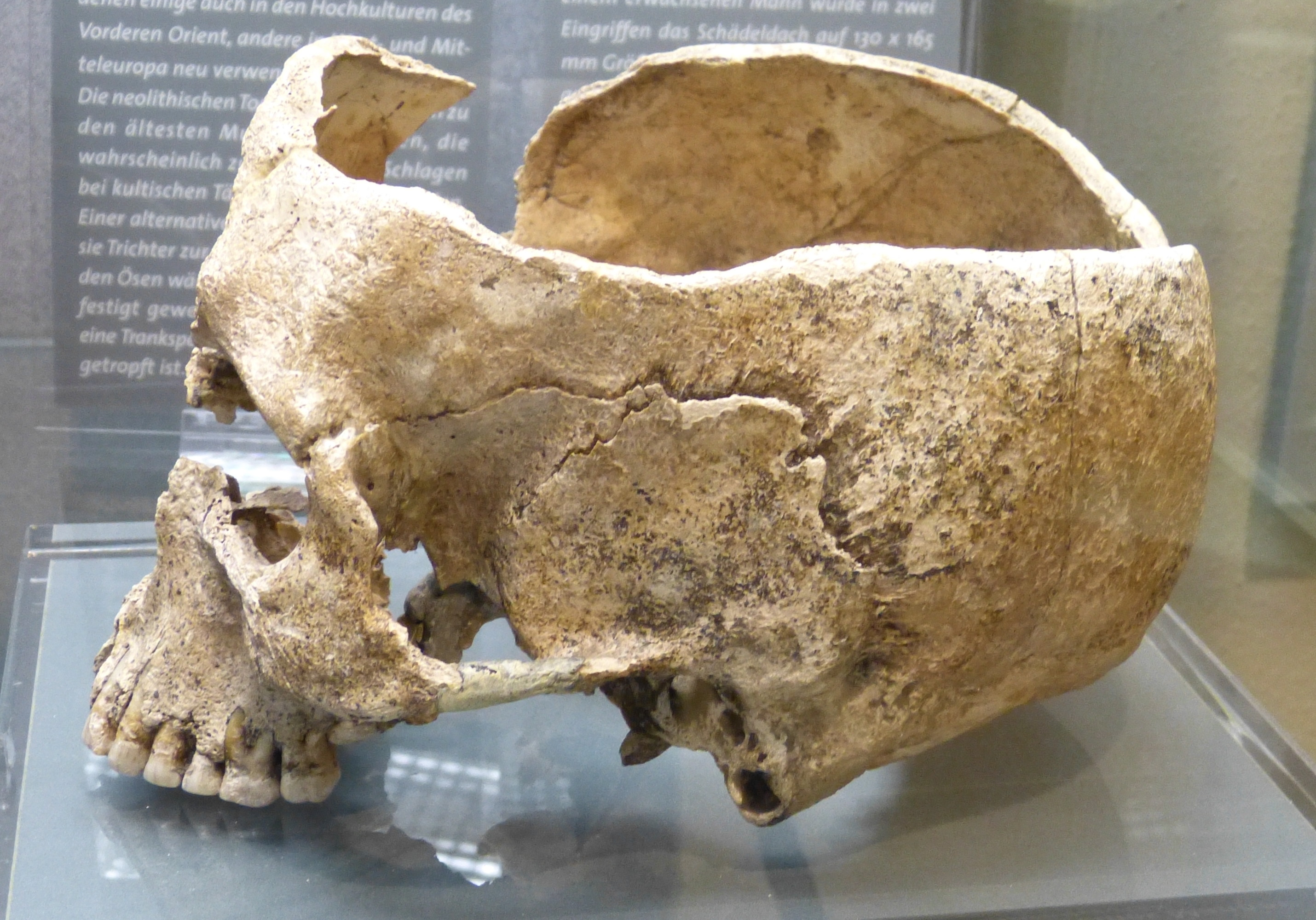
Trepanation an einem neolithischen Schädel, Fundort: Nordhausen, Museum für Ur- und Frühgeschichte in Thüringen

Von frühen Siedlungen in der Region wusste man schon im 19. Jahrhundert durch „Abgrabungen“, allerdings mit ungeeigneten Mitteln und unter unzulänglicher Dokumentation, wie etwa an der Hügelgräbernekropole von Auleben (Solberg). Bei Windehausen südöstlich von Nordhausen fand sich eine der wenigen Grabanlagen Thüringens aus dem späten Neolithikum, wohl der Glockenbecherkultur. Dort fand sich ein Dreiviertelkreisgraben von etwa 12 m Durchmesser. Rund 300 m entfernt befindet sich eine spätbronzezeitliche Siedlung, das dortige Grab stellt möglicherweise die Gründerbestattung dieser Siedlung dar. Das Kriegergrab mit zahlreichen Beigaben weist Einflüsse aus der mittleren lüneburgischen Bronzezeit auf und lässt sich der frühen (westmitteldeutschen) Spätbronzezeit zuordnen. In der Umgebung sind weitere endneolithische und bronzezeitliche Gräber bekannt, die belegen, dass in der ausgehenden Mittel- und der beginnenden Spätbronzezeit die Sitte verbreitet war, Gräber im Ostteil von Kreisgräben anzulegen. Schon länger bekannt ist der frühbronzezeitliche Fundplatz Nohra.

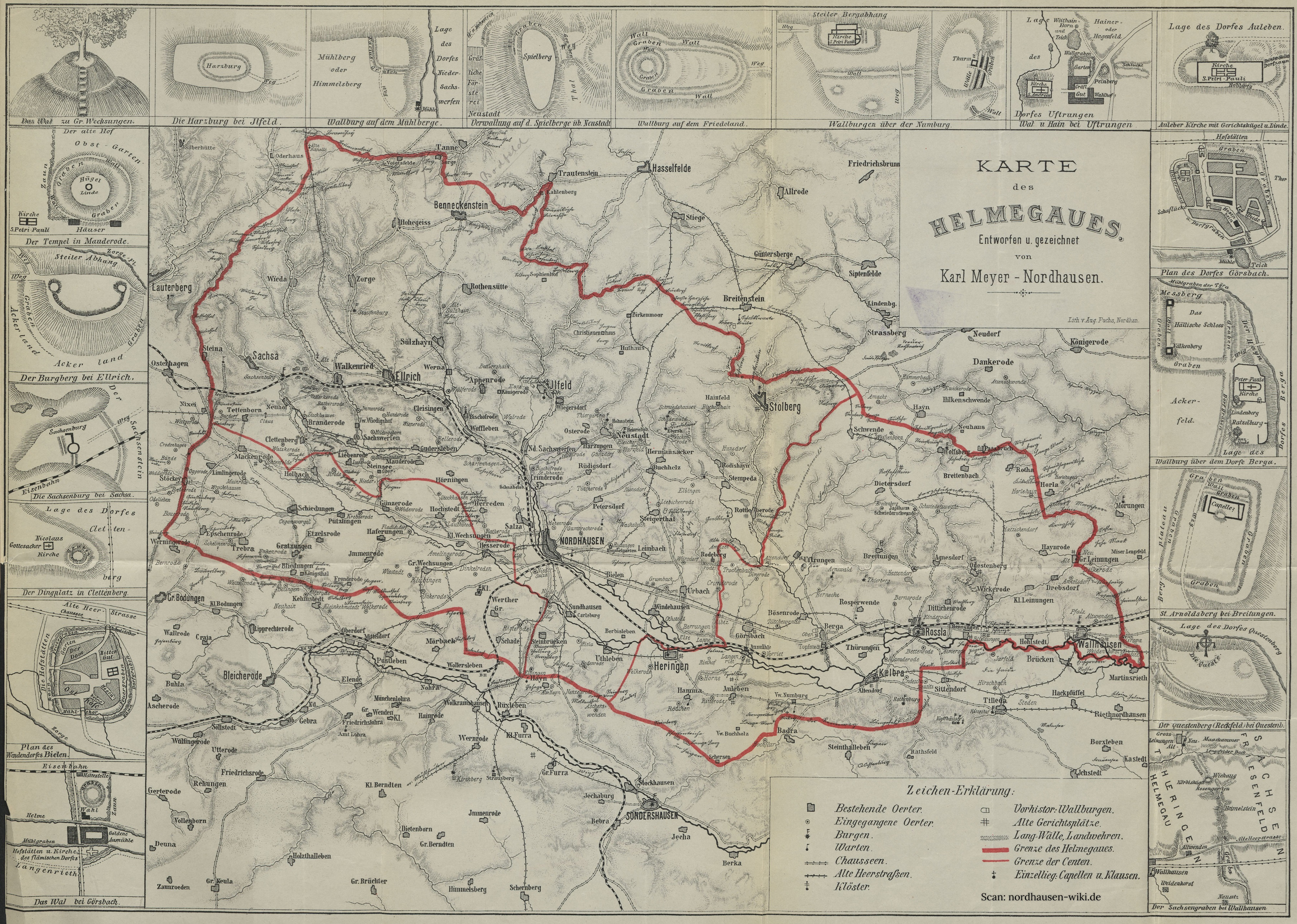
Nordhausen im Helmegau

Der Raum Nordhausen war sowohl keltischen als auch germanischen Einflüssen unterworfen, wobei die archäologisch erkennbaren Elemente gemischt und lokal transformiert wurden. Es handelt sich dementsprechend um eine Mischzone mit zahlreichen (keltischen) Latènekulturelementen, wie etwa Drehscheibenkeramik oder Glasarmringen. Zugleich fanden sich im Landkreis Nordhausen zahlreiche Elemente der polnischen Przeworsk-Kultur, die weiter südlich nicht vorkommen, hinzu kamen insgesamt sieben Siedlungen dieser Kultur im Umkreis von Nordhausen. Diese gehen möglicherweise auf Zuwanderer aus Schlesien zurück, die als Spezialisten an den Südharz kamen. Bei den Siedlungen lässt sich eine Hierarchisierung nachweisen, nämlich in die drei Typen der Höhenburg, die als Zentralorte aufgefasst werden, also als wirtschaftlicher, sozialer und kultischer Kristallisationspunkt, dann größere Siedlungen, denen die Funktion von Austauschorten und spezialisierter Produktion zukam, schließlich kleinere, offene Siedlungen. Nach dem 1. Jahrhundert verschwand diese Siedlungsstruktur, wohl durch Migrationsvorgänge.
Das Gebiet um Nordhausen gehörte vielleicht im späten 5. Jahrhundert zum kurzlebigen Thüringer Reich und wurde um 531 durch Eroberung fränkisch. Zwischen 650 und 700 besiedeln wendisch-sorbische Gruppen den Ortsteil Bielen. Nachgewiesen sind auch Slawenplätze. Nach dem ehemaligen Nordhäuser Stadtarchivar und Museumsleiter Robert Hermann Walther Müller begann die Einsiedlung der damals als Surbi bezeichneten westslawischen Gruppen ab 640 infolge eines Friedens- und Freundschaftsvertrages zwischen dem Slawenkönig Samo und dem Thüringerherzog Radulf. Zunächst wurden die Gebiete westlich der Saale durch sorbische Kolonisten besiedelt. Müller stützt sich dabei insbesondere auf die Untersuchungen von Christoph Albrecht über Die Slawen in Thüringen. Eine aktuelle Analyse des Hersfelder Zehntverzeichnisses durch Christian Zschieschang zeigt eine signifikante sorbische Besiedlung im Friesenfeld und im Hassegau. Eine vergleichbare aktuelle Studie zur sorbischen Besiedlung westlich von Kieselhausen und Sangerhausen liegt derzeit nicht vor, obwohl sie seinerzeit bereits von Robert Hermann Walther Müller angemahnt wurde:
Die Theorie von der Begründung slawischer Wohnplätze in Thüringen durch Hörige, Kriegsgefangene oder Sklaven, die in der einschlägigen Literatur immer wieder kritiklos nachgeschrieben wird, kann und muß, wenn man den Tatsachen nicht Gewalt antun will, überwunden werden. Eine solche Revision wird viel Neuarbeit erfordern, aber auch eine Fülle neuer Erkenntnisse zeitigen.
Nach Robert Hermann Walther Müller ist Bielen neben Windisehen-Breitungen eindeutig slawischen Ursprungs. Als Slawenplätze sieht er in Übereinstimmung mit dem damaligen Forschungsstand die Ortschaften Sittendorf, Rosperwenda, Windehausen und Steinbrücken an, wobei letztere mittlerweile ebenfalls nach Nordhausen eingemeindet wurde. Hinzu kommen die Wüstungen Alt-Wenden, Nausitz, Lindeschu, Tütchewenden und Ascherwenden. Als weitere Slawenorte nennt er Nenzelsrode und Petersdorf, wobei auch Petersdorf mittlerweile zur Stadt Nordhausen gehört. Bei Berga stellte bereits Rudolf Virchow im Jahre 1872 die Reste einer Fischersiedlung fest. Wendischen Einschlag lassen die Ortschaften Görsbach, Sülzhayn, Branderode, Buchholz und Leimbach erkennen, wobei die letzten beiden mittlerweile ebenfalls nach Nordhausen eingemeindet worden sind. In Branderode ist sogar eine windische Tür in der Kirche nachgewiesen worden, genauso in Kleinfurra und Trebra. Flurnamen sorbischen Ursprungs finden sich in Kraja, Thalwenden, Worbis, „Wyndischen Luttera“, zwischen Petersdorf und Steigerthal und bei Stempeda, wobei die beiden letztgenannten mittlerweile ebenfalls zu Nordhausen gehören. In der Stadt Nordhausen selbst führt er die Straße Grimmei und die Grimm-Mühle (die spätere Kaisermühle) auf sorbische Ursprünge zurück. Auch im Zorgedorf Krimderode, heute ebenfalls zu Nordhausen, gab es einen inzwischen versiegten Bach Grimme gleichen sorbischen Namensursprungs: 'auf dem Sande; auf dem Kiese'. Selbst den Namen für die Zorge und den Mühlgraben führt Robert Hermann Walther Müller auf das Sorbische zurück. Für ihn hat auch die Nordhäuser Lindensage ihren Ursprung in der sorbischen Kolonisation, ist doch die Linde der Symbolbaum dieses Volkes.

## Mittelalter
Es wird angenommen, dass im ausgehenden 8. Jahrhundert auf dem Frauenberg eine karolingische Königspfalz errichtet wurde. Nördlich davon entwickelte sich später die Altstadt. Bereits in einem Diplom Ludwigs des Deutschen vom 18. Mai 876 wird Nordhusa erwähnt. Wohl zwischen 908 und 912 erbaute Heinrich I. eine erste befestigte Anlage. Nach einem geschichtswissenschaftlichen Vorschlag von Gerd Althoff wurde hier um 920 der Sohn von Heinrich I. und Mathilde, Heinrich, geboren. Am 16. September 929 übergab Heinrich I. in einer Schenkungsurkunde Nordhuse in den persönlichen Besitz seiner Frau Mathilde. Am 25. Juni 934 stellte Heinrich I. während eines Aufenthaltes in Nordhausen eine Urkunde aus. Mathilde gründete im Jahr 961, in dem sie eine Reihe weiterer sakraler Einrichtungen wie den Kanonikerkonvent in Quedlinburg, institutionalisierte, neben der von Heinrich I. erbauten Burg ein Damenstift, das 1220 in ein Augustiner-Chorherrenstift umgewandelt wurde. Im Umfeld dieser Institutionen, der Burganlage und des Stiftes, siedelten sich in der Folge Handwerker und Gewerbetreibende um die Blasiuskirche an. In der Woche nach Pfingsten 993 hielt sich Otto III. in Nordhausen auf und stellte dort zwei Urkunden aus. Als das Frauenstift dann im Jahr 1000 von Otto III. ein romanisches Prunkkreuz erhielt (das seit 1675 in Duderstadt aufbewahrt wird), entwickelte sich der Dom zum Heiligen Kreuz zum spirituellen Zentrum des Stifts. Im Frauenstift Nordhausen, als dessen erste Äbtissin im Winter 967 Richburga eingesetzt wurde, wurde wahrscheinlich die zweite Fassung der Lebensbeschreibung der Königin Mathilde verfasst. Mathilde bemühte sich immer wieder um den Ort. Nach dem Tod Mathildes im Jahr 968 fiel deren Besitz wieder in die Verfügungsgewalt des Kaisers. In der Heiratsurkunde der Kaiserin Theophanu übergaben Otto I. und Otto II. im Jahr 972 Nordhausen als eine von mehreren Besitzzuweisungen der Mitgift an die Gemahlin Theophanu. Eine Kaufmannssiedlung des frühen 12. Jahrhunderts um die Nikolaikirche entwickelte sich zur eigentlichen Stadt. Diese wurde durch eine jenseits der Stadtmauer Ende des 12. Jahrhunderts entstandene flämische Tuchwebersiedlung um die Petrikirche erweitert, im 13. Jahrhundert durch eine außerhalb der Mauer gebliebene Neustadt um die Jakobikirche.
Nordhausen lag in der mittelalterlichen Gaugrafschaft Helmegau, die 802 in einer Urkunde Karls des Großen erwähnt wurde.
1144 bis 1225 hielten sich in Nordhausen mehrfach deutsche Könige auf. Im Jahr 1158 schenkte Kaiser Friedrich Barbarossa alle Reichsbesitzungen in Nordhausen dem Domstift, das dadurch erheblich an Einfluss gewann. 1180 wurde die Stadt durch die Truppen Heinrichs des Löwen wegen eines Zerwürfnisses zwischen Heinrich und dem Kaiser zerstört. Beim folgenden Wiederaufbau wurde die Stadtbefestigung um 1206 verstärkt, um den Grafen und Rittern des Umlandes Paroli bieten zu können. Diese fühlten sich in ihren Rechten durch die Stadt eingeschränkt und befehdeten sie mehrfach. Am 22. Juli 1212 heiratete Kaiser Otto IV., Sohn Heinrichs des Löwen, in Nordhausen Beatrix von Schwaben aus dem Hause der Staufer, wodurch beide Herrscherlinien eine Versöhnung erfuhren. Bereits 1234 vernichtete ein Großbrand weite Teile der Stadt.
Am 27. Juli 1220 wurde Nordhausen vom König und späteren Kaiser Friedrich II. zur Freien Reichsstadt erhoben, was es bis zur Mediatisierung 1802 blieb. 1225 erhielt die Stadt ihr erstes Siegel, um 1260 wurde erstmals ein Rat gebildet und um 1280 ein erstes Rathaus am heutigen Standort errichtet. Gegen den bereits um 1220 belegten Vogt und Schultheiß setzte sich Ende des 13. Jahrhunderts der Rat durch: 1277 kam es einen Aufstand der Handwerker und Kleinbürger gegen die Reichsritter. Dabei wurde der Reichsvogt vertrieben und die Reichsburg zerstört. 1290 bestätigte der römisch-deutsche König Rudolf von Habsburg die Reichsfreiheit Nordhausens und stellte die Stadt unter seinen Schutz, um sich mit den Bürgern zu versöhnen. Durch seine günstige wirtschafts- und verkehrsgeographische Lage verfügte Nordhausen wahrscheinlich im 13. Jahrhundert über einen beachtlichen Wohlstand.
Im 13. und im 14. Jahrhundert griffen die Grafen von Schwarzburg, von Stolberg, von Hohnstein und die Ritter der Burg Klettenberg mehrfach Nordhausen an. Als im Jahre 1329 Ritter der Grafen von Hohnstein zu Sondershausen, der Grafen von Stolberg und aus der Burg Klettenberg – letztlich erfolglos – durch das Barfüßertor und das Altentor in die Stadt einzudringen versuchten, fielen der Nordhäuser Bürgermeister Helwig von Harzungen und drei Bürger, die ihre Tore verteidigten. Bei einem weiteren Aufstand am 14. Februar 1375 wurde der Rat gestürzt und seine Mitglieder verbannt. Die Stadt erhielt eine neue Verfassung und die Handwerker übernahmen die Macht. In dieser Zeit ließen sich einige Orden in Nordhausen nieder, beispielsweise Augustiner, Dominikaner und Franziskaner. Auch die benachbarten Klöster in Walkenried und Ilfeld gründeten in der Stadt Klosterhöfe. Bereits seit dem 14. Jahrhundert verlangte die Reichsstadt Nordhausen von ihren Bürgersöhnen, die in einen dieser Orden eintreten wollten, einen schriftlichen Verzicht auf ihr Erbe, um zu verhindern, dass der steuerfreie Grundbesitz der Kirche („Tote Hand“) weiter zunahm.
Oberster Kriegsherr der Freien Reichsstadt Nordhausen war ursprünglich der Reichsvogt, später der Rat, der aus seiner Reihe zwei Kriegsherren (sog. Pfeilmeister) ernannte. Das städtische Heer bestand aus der wehrhaften Bürgerschaft (Statuten 1350) und geworbenen Söldnern (Stadteinigung 1308). Einst waren die Pfeilmeister auch Stadthauptleute. Ab 1350 wurden ritterliche Hauptleute in städtischen Dienst genommenen. Die Bürgerschaft wurde in Rotten mit Zugrundelegung der Pfarr- und Kirchspieleinteilung (Pfeilmeisterliste 1443–1545) unterteilt. So gab es 21 Rotten mit je zwei Rottenmeistern, die Rottenstärke schwankte dabei (1491–1499) von 17 bis 48 Mann. Im Jahr 1499 wurden 577 waffenfähige Bürger gezählt. Seit Anfang des 17. Jahrhunderts gab es Stadtsoldaten unter einem Hauptmann, die 1794 rund 70 Mann zählten. Die Bürgerwehr setzte sich aus zwei Kompanien zusammen.
In das Jahr 1430 datiert ein Nachweis, dass Nordhausen im Rahmen der Hanse aktiv war. 1500 wurde Nordhausen Teil des Niedersächsischen Reichskreises. Im ausgehenden Mittelalter war Kursachsen Schutzmacht über die Stadt. Wohl nach 1277 wurde eine Mauer errichtet, die ein Gebiet von 35 ha umfasste. Diese Ummauerung wurde 1350 bis 1450 erneuert. 1365 wurden die Siedlungen auch rechtlich vereinigt. Um 1500 hatte die Stadt etwa 5000 Einwohner.

## Frühe Neuzeit

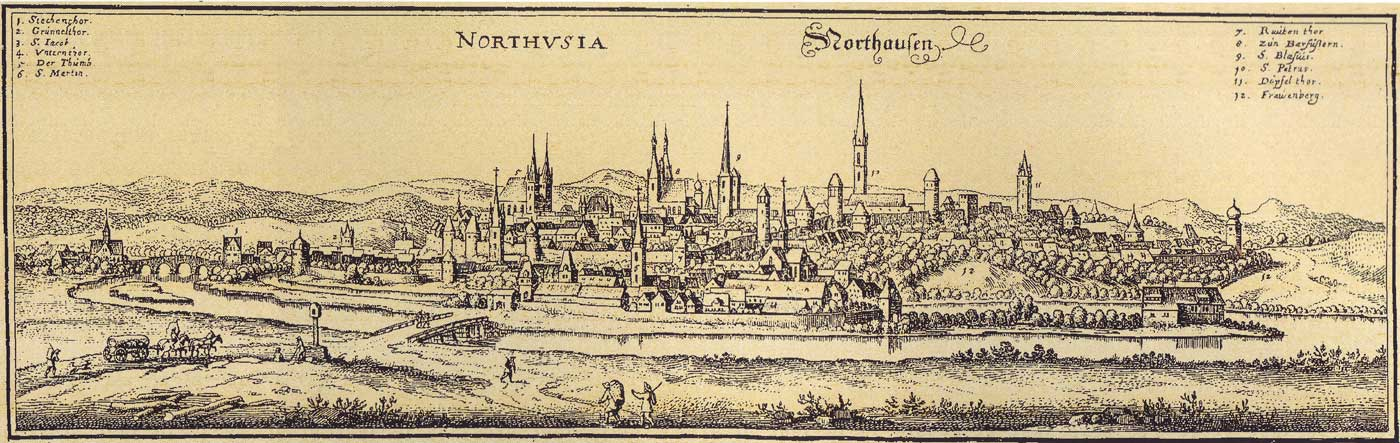
Kupferstich von Nordhausen um 1611

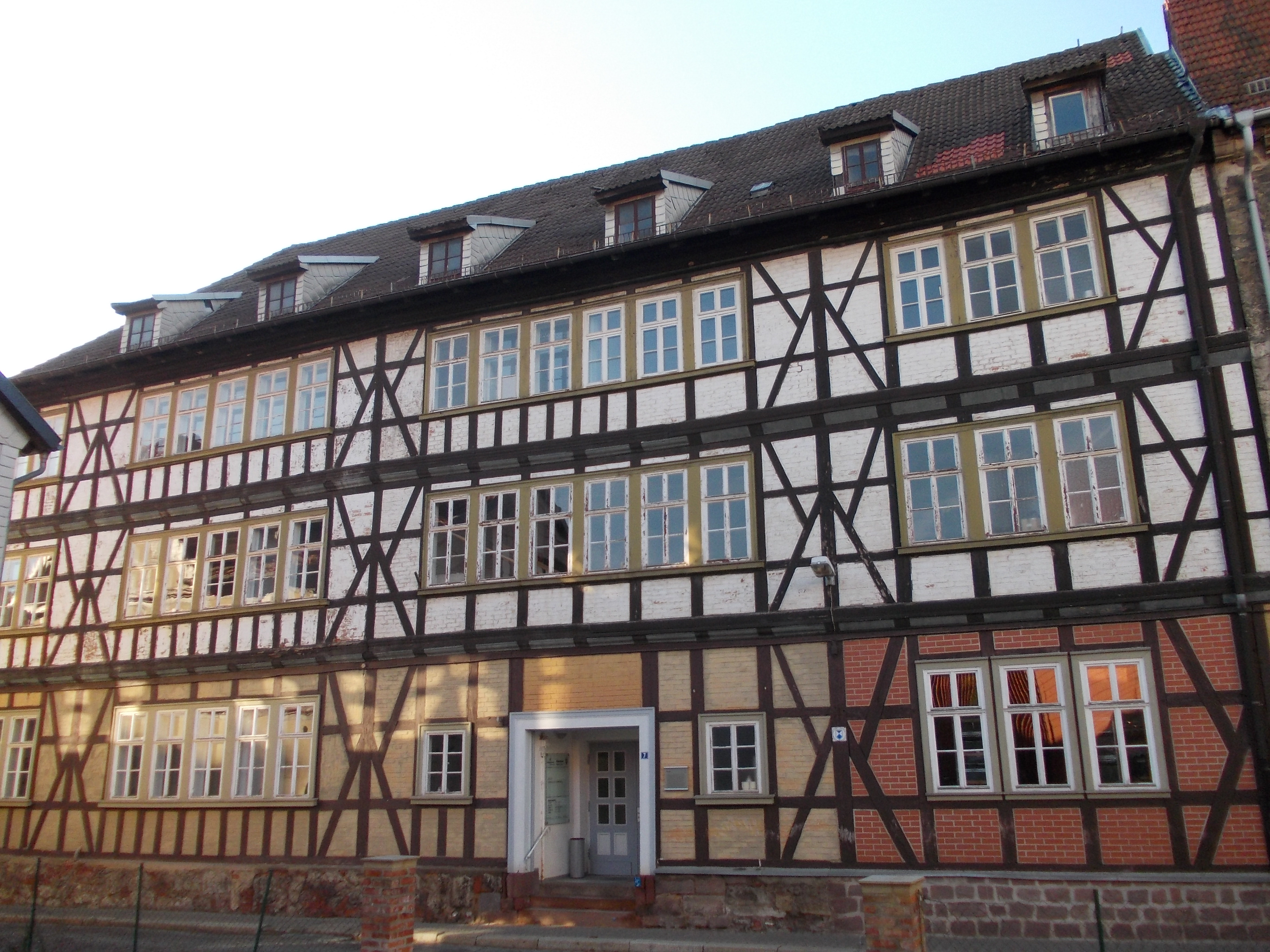
Das ab 1710 erbaute Waisenhaus wurde ab 1716 bezogen, 1717 eingeweiht

1507 wurde die Produktion von Branntwein in der Stadt erstmals urkundlich erwähnt. In Spitzenzeiten gab es 100 Brennereien in der Stadt. Auch Kautabak wurde in Nordhausen produziert. Schon im 16. Jahrhundert wurde auch Vitriolöl produziert; nach dem ersten Produktionsort Nordhausen wurde das Produkt „Nordhäuser Vitriol“ genannt.
1523/24 setzte sich in Nordhausen die Reformation durch. Treibende Kraft war hierbei der Bürgermeister Michael Meyenburg. In diesem Jahr hielt sich Thomas Müntzer in der Stadt auf. Nordhausen war die erste Stadt, die sich per Ratsbeschluss 1524 offiziell der Reformation anschloss, nachdem bereits 1522 ein Gefolgsmann Martin Luthers in der St.-Petri-Kirche eine der ersten protestantischen Predigten in Deutschland gehalten hatte. In der Folgezeit wurden alle Pfarr- und Klosterkirchen der Stadt lutherisch und die Kirchengüter wurden säkularisiert, mit der einzigen Ausnahme des Heilig-Kreuz-Stifts, das bis 1810 als katholische Körperschaft fortbestand.
Obwohl zwei Stadtbrände (1540 und 1612), die Pestepidemien und der Dreißigjährige Krieg die Entwicklung der Stadt erschwerten, wuchs sie weiter an. Die Pest wütete in Nordhausen wiederholt in den Jahren 1393, 1398, 1438, 1463, 1500, 1550, 1565 und 1682. 1550 wurde ein erstes Totenverzeichnis angelegt, das über 2.500 Opfer aufführt. Im Jahre 1626 gab es über 3.000 Todesopfer und für 1682 sind 3.509 Opfer bezeugt.
Nordhausen war 1559 bis 1644 von Hexenverfolgung betroffen. 27 Personen gerieten in Hexenprozesse, acht wurden hingerichtet, fünf zu Landesverweis verurteilt, vier starben in der Folter oder im Kerker.
Zu weiteren Stadtbränden kam es in den Jahren 1710 – das abgebrannte Pfarrhaus wurde bis 1717 durch das heutige Waisenhaus ersetzt – und 1712, sodass nur wenig mittelalterliche Bausubstanz erhalten blieb. Von den zwölf Kirchen im Mittelalter blieben ebenfalls nur noch der Dom, die Blasiikirche, die Frauenbergkirche und die Altendorfer Kirche erhalten.
Im Dreißigjährigen Krieg wurde die Stadt zeitweilig von den Schweden besetzt, dabei wurden hohe Kontributionen erpresst und sämtliche Kanonen der Stadt sowie einige der Kirchenglocken gestohlen. In der Folge unterstützte die Stadt die Harzschützen heimlich mit Geld, Unterkunft und Verpflegung.
Von 1703 bis 1714 besetzte Brandenburg die Stadt.

## Vom 19. Jahrhundert bis zur Weimarer Republik
Infolge des Reichsdeputationshauptschlusses 1802 erhielt Preußen als Entschädigung für an Frankreich verlorene linksrheinische Territorien auch thüringische Gebiete. So wurde die Stadt Nordhausen am 2. August 1802 von preußischen Truppen besetzt und in das Königreich Preußen eingegliedert, womit ihre Reichsfreiheit verloren ging. Am 7. Februar 1803 verlor die Stadt das Münzrecht. 1807 bis 1813 gehörte Nordhausen zu dem von Napoleon für seinen Bruder Jérôme Bonaparte konstruierten Königreich Westphalen, danach wieder zu Preußen, was 1815 durch den Wiener Kongress bestätigt wurde. Nordhausen blieb bis 1945 eine preußische Stadt.
Im dritten Buch (zweites Kapitel) seines Romans Der Glöckner von Notre-Dame von 1831 rühmt Victor Hugo Nordhausen neben Nürnberg, Vitré in Frankreich und Vitoria in Spanien als gotische Musterstadt, die sich im Gegensatz zum Paris des frühen 19. Jahrhunderts ihre Ursprünglichkeit bewahren konnte. Wegen seiner Kautabakfabrik G. A. Hanewacker (gegründet 1817) galt Nordhausen als Zentrum der Kautabakproduktion in Deutschland.
Unter preußischer Herrschaft war Nordhausen kurzzeitig Garnisonsstadt: 1832–1848 IV. Jägerabteilung, 1868–1870 II. Bataillon 67. Infanterie-Regiment.

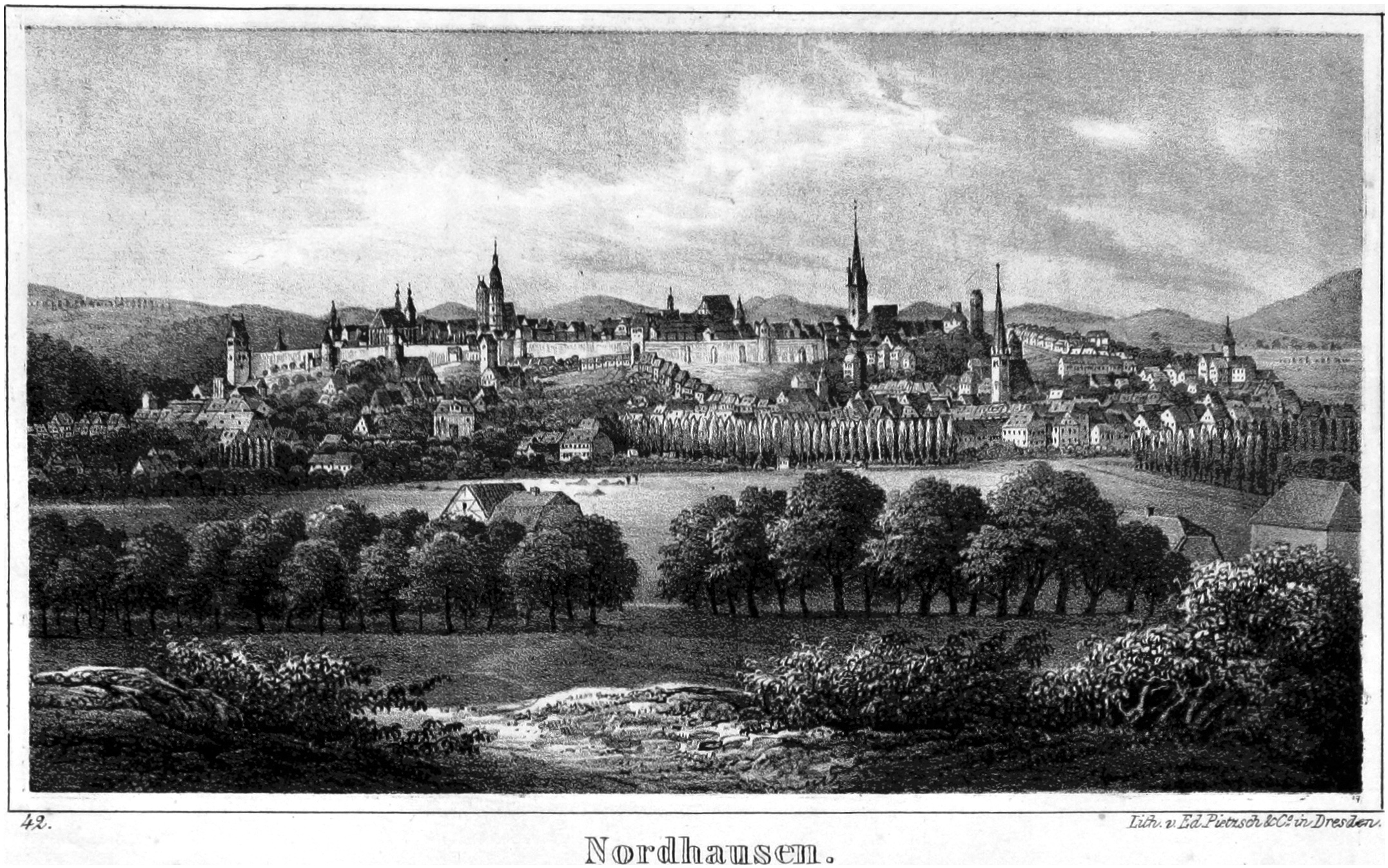
Nordhausen um 1841

In der Zeit bis 1866 blühte in Nordhausen ein bis dato in Thüringen nicht gekanntes Schmugglerwesen. Geschmuggelt wurden vor allem Kaffee, Tee und Tabak, weil diese Genussmittel im benachbarten Königreich Hannover wesentlich geringer besteuert wurden als in Preußen. Auch strengste Strafandrohungen konnten nichts an dem Zustand ändern. Die Grenze verlief entlang der heutigen Straße am Gehege. Zeitweise wurden das Rauchen von Tabak und der Genuss von Branntwein in der Öffentlichkeit verboten.
1867 begründete Eduard Baltzer die deutsche Vegetarier-Bewegung in Nordhausen. Es folgt 1869 der erste Kongress der deutschen Vegetarier in der Stadt.
Zur Mitte des 19. Jahrhunderts setzte auch in Nordhausen die Industrialisierung ein und erstreckte sich zunächst auf Kautabak, Kornbranntwein (Nordhäuser), Tapetenfabrikation, Weberei, Eismaschinen und Kaffeesurrogat. Die wirtschaftliche Basis verbreiterte sich um 1900 hauptsächlich auf dem Sektor der Maschinen-, Motoren- und Schachtbauindustrie.
1866 erhielt Nordhausen Anschluss an die Eisenbahn aus Halle (Saale), die Fortsetzung nach Heiligenstadt und Kassel wurde ein Jahr später eröffnet. Es folgten in den nächsten Jahren Bahnstrecken nach Northeim und Erfurt. Seit dem 25. August 1900 gibt es die Straßenbahn in Nordhausen. Die Inbetriebnahme einer modernen Wasserleitung (1874), eines Krankenhauses (1888), der Harzquerbahn (1897/99) und der Bau der Nordhäuser Talsperre kennzeichnen im Weiteren den kommunalen Fortschritt bis zum Ersten Weltkrieg.
Von 1815 bis 1945 gehörte Nordhausen zur preußischen Provinz Sachsen, in der es seit 1882 ein eigener Stadtkreis im Regierungsbezirk Erfurt war. Zusätzlich befand sich hier das Landratsamt des Landkreises Grafschaft Hohenstein.
Mit Beginn des Weltkrieges wurden 3.000 Wehrpflichtige eingezogen, 1916 stieg die Zahl auf über 5.000 und im Mai 1918 auf etwa 6.500. Das 1925 errichtete Kriegerdenkmal erinnert an 1.048 gefallene Nordhäuser. Die wirtschaftliche Entwicklung wurde zwar durch den Krieg unterbrochen, nahm jedoch einen positiven Fortgang, der sich u. a. in lebhafter Bautätigkeit äußerte; es entstanden das neue Stadttheater und das Stadion mit Freibad.

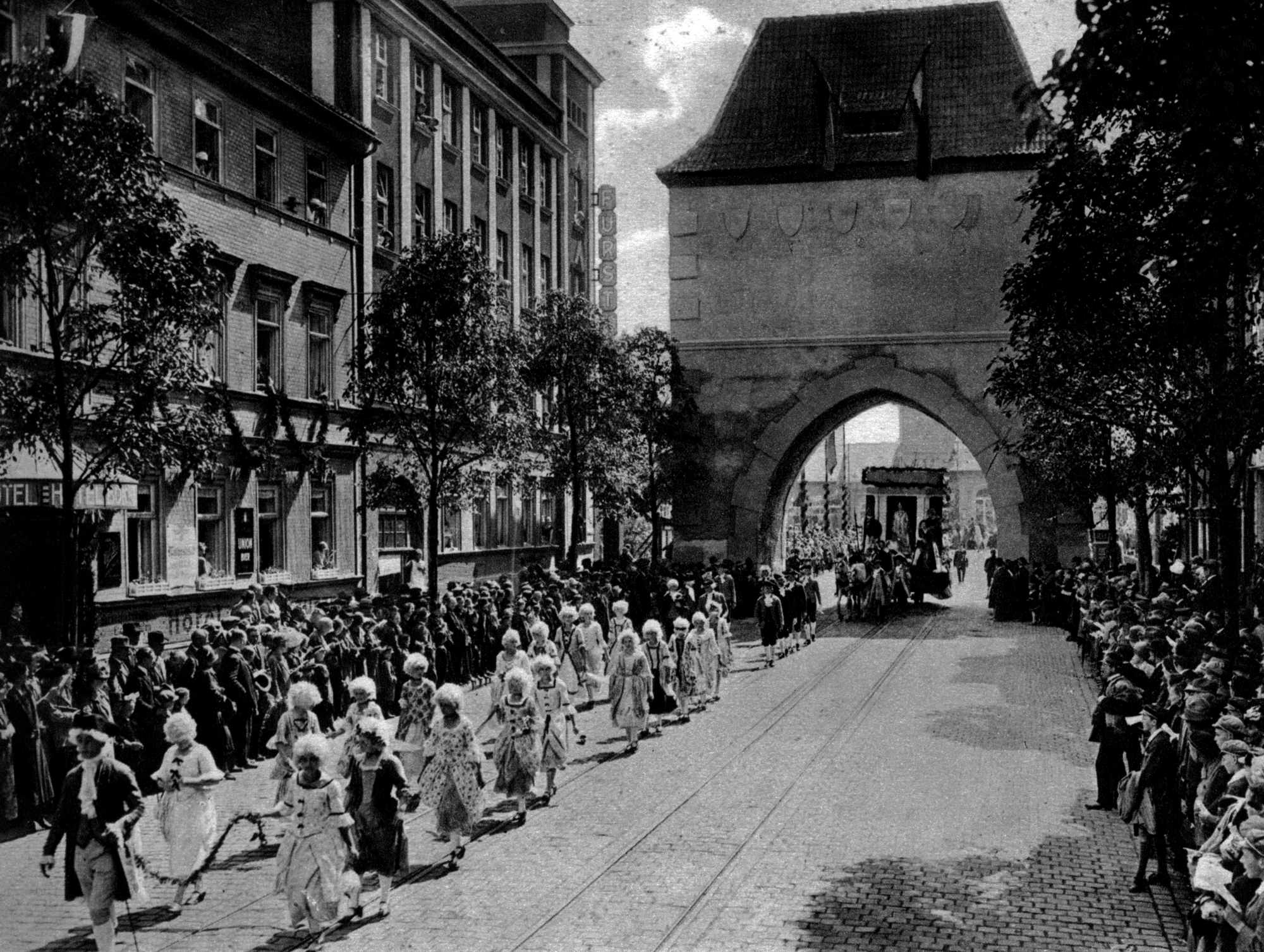
Festumzug zur Tausendjahrfeier (1927)

Vom 27. bis 29. Mai 1927 feierte die Stadt ihr tausendjähriges Bestehen, zu dessen Anlass Sonderstempel, Briefverschlussmarken, Festpostkarten und Medaillen sowie eine zweibändige und reich illustrierte Stadtgeschichte herausgegeben wurden. Das Reichsfinanzministerium genehmigte zudem die Herausgabe einer kursfähigen 3-Mark-Gedenkmünze mit einer Auflage von 100.000 Stück.

## Nationalsozialismus und Zweiter Weltkrieg

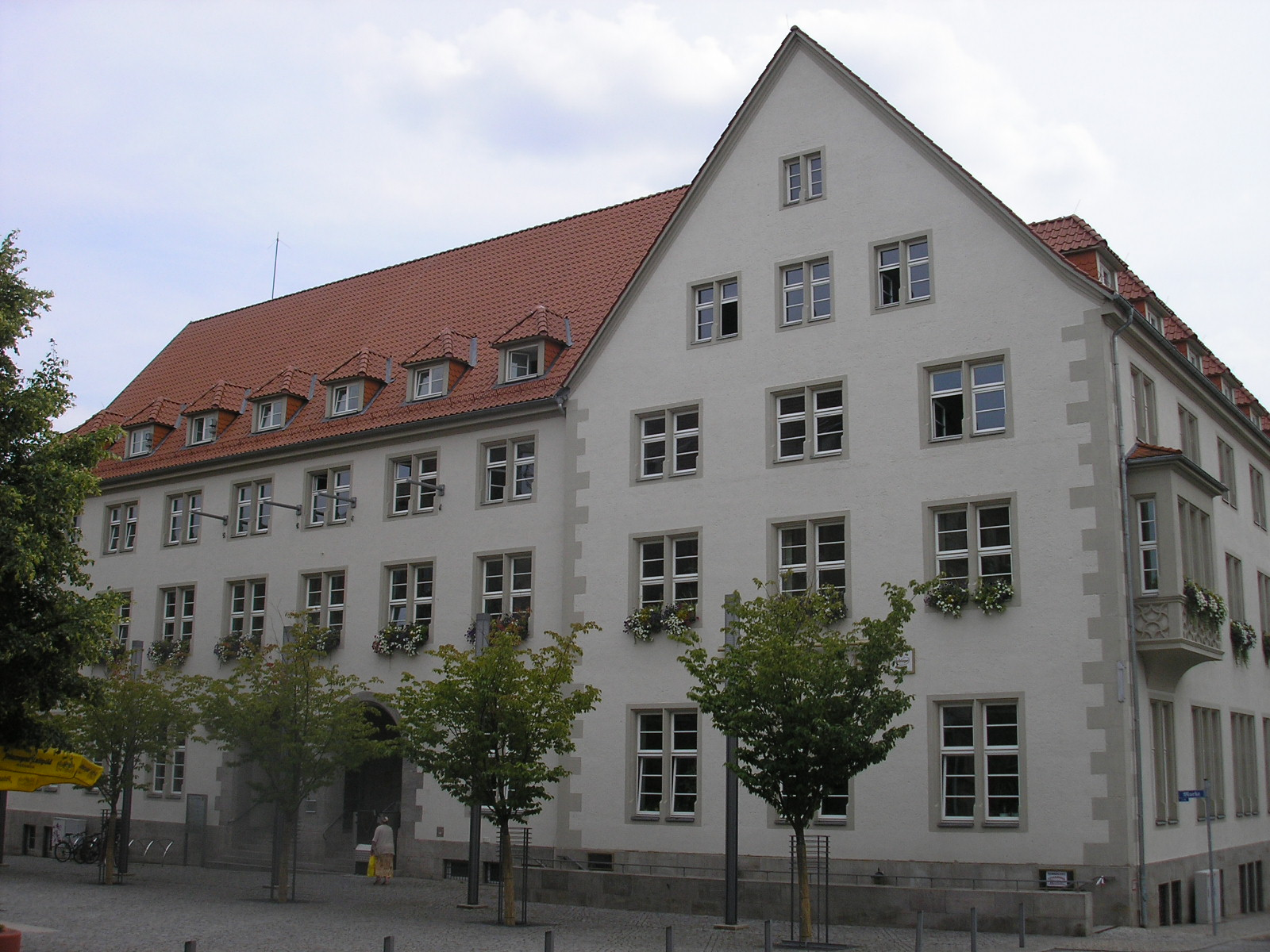
Neues Rathaus, erbaut 1936

1933 übernahm die NSDAP die Kontrolle über die Stadt. Bei der Reichstagswahl am 5. März 1933 erreichte sie in Nordhausen 46,7 Prozent der Stimmen. Bis zum Sommer 1933 wurden mindestens 20 Mitglieder von KPD und SPD in Schutzhaft genommen, mehrere jedoch nach kurzer Haft wieder frei gelassen. Einige der Verhafteten wurden im Siechenhof interniert, andere in das Gerichtsgefängnis, die Mehrheit jedoch in das Polizeigefängnis in Erfurt und von dort in Konzentrationslager verbracht. In der Stadtverordnetenversammlung verfügten NSDAP und DNVP im März 1933 über fast 60 Prozent der Mandate. Es folgte die Gleichschaltung der Stadtverwaltung. Der als linksliberal geltende Oberbürgermeister Curt Baller versuchte vergeblich sich im Amt zu halten. Am 1. Juli 1933 wurde der Rechtsanwalt Heinz Sting durch die Bezirksregierung zum Oberbürgermeister ernannt. Im September 1933 wurde der Sozialdemokrat und Redakteur der „Nordhäuser Volkszeitung“ Johannes Kleinspehn verhaftet und zu drei Jahren Zuchthaus verurteilt.
Im Juni 1933 gründete sich die Ortsgruppe der Deutschen Christen unter dem Pfarrer der St.-Blasii-Gemeinde.
Nach dem Tod des Landrates Gerhard Stumme entflammte im Frühjahr 1934 ein heftiger Machtkampf zwischen Sting und dem NSDAP-Kreisleiter Heinrich Keiser, was auch im Stab des Stellvertreters des Führers für Aufsehen sorgte. Am 19. Oktober 1934 wurde Heinz Sting als Oberbürgermeister beurlaubt, Keiser 1935 nach Saalfeld-Rudolstadt versetzt.
Nach Einführung der allgemeinen Wehrpflicht entstand 1935/36 für die Luftwaffe im Südosten Nordhausens die Boelcke-Kaserne mit Unterkunftsgebäuden und Fahrzeughallen. Der Fliegerhorst diente vor allem als Schulungs- und Testgelände, zeitweilig war hier auch eine Flugzeugwerft in Betrieb.
Während der Novemberpogrome 1938 wurden Wohnungen und Geschäfte zerstört, die Synagoge am Pferdemarkt in Brand gesetzt. Die etwa 400 Nordhäuser Juden emigrierten oder wurden später in die Konzentrationslager deportiert. Am 14. April 1942 begann der Abtransport der in Nordhausen verbliebenen Juden.
Von Dezember 1939 bis Juni 1940 wurden rund 9.000 Saarländer in Nordhäuser Privathaushalten und Sammelunterkünften untergebracht. Im Herbst 1939 trafen erste polnische Kriegsgefangene ein. Anfang 1942 waren etwa 450 und im März 1945 700 Kriegsgefangene registriert.
Von 1937 bis 1945 befand sich bei Nordhausen das Rüstungszentrum Mittelwerk GmbH und ab August 1943 das Buchenwalder KZ-Außenlager Dora, das im Oktober 1944 zum Konzentrationslager Mittelbau verselbstständigt wurde, mit insgesamt 60.000 Häftlingen. Mindestens 20.000 von ihnen kamen bis 1945 ums Leben. Dort fand nach dem Angriff auf Peenemünde die Produktion der sogenannten Vergeltungswaffen, vor allem der neuen A4 (Rakete), aber auch der älteren Fieseler Fi 103, statt. Außerdem mussten 10.000 deutsche Strafgefangene und ausländische Zwangsarbeiter, die in 38 Lagern untergebracht waren, in diversen Unternehmen zwangsarbeiten. Das größte Zwangsarbeiterlager mit max. 6.000 Insassen, die teilweise für die Junkers Flugzeug- und Motorenwerke arbeiten mussten, befand sich in der Boelcke-Kaserne. Diese wurde ab Ende Januar 1945 ein „Kranken- und Sterbelager des Mittelbau-Komplexes“ und lag im südöstlichen Nordhausen. Es wurde bei den britischen Bombenangriffen am 3. und 4. April schwer getroffen. Die US-Armee zwang männliche Einwohner Nordhausens zu Bergung und Bestattung der Toten. In den Massengräbern am Stresemann-Ring wurden schätzungsweise 1.300 bestattet. An sie erinnert ein 1999 errichtetes Denkmal. Daneben befindet sich ein 1946 angelegter Ehrenfriedhof für 215 sowjetische Todesopfer.
In der Nacht vom 25. August auf den 26. August 1940 wurde Nordhausen erstmals Ziel eines Luftangriffs, als zwei Bomber den Flugplatz angriffen. Kleinere Angriffe wurden am 12. April 1944 und am 4. Juli 1944 geflogen. Am 22. Februar 1945 griffen gegen 12 Uhr 30 US-amerikanische Bomber den Verschiebebahnhof an, trafen jedoch die Unterstadt, einige Anlagen des Industriegebietes und die frühere Fernmeldeschule der Luftwaffe in der Boelcke-Kaserne. Insgesamt fielen 296 Mehrzweckbomben und töteten 40 Menschen. Im Südharzer Kurier erschien am 26. Februar eine Todesanzeige für die „Gefallenen des Terrorangriffs“ mit der Ankündigung zur Beisetzung mit Trauerfeier der Stadt.
Am 1. Juli 1944 wurde der Reichsstatthalter in Thüringen mit der Wahrnehmung der Aufgaben und Befugnisse des Oberpräsidenten in der staatlichen Verwaltung des Regierungsbezirks Erfurt beauftragt. Am 29. Oktober 1944 wurden die Jahrgänge 1884–1928 für den Volkssturm erfasst und in 29 Bataillone unterteilt. Die ersten 200 Volkssturmmänner wurden am 21. Februar 1945 zur Front gerufen.
Anfang März 1945 waren in Nordhausen 42.207 Einwohner gemeldet. Hinzu kamen 23.467 „ortsfremde Personen“ (659 Kriegsgefangene, 503 verwundete Soldaten in fünf Lazaretten, 420 Angehörige einer Verwaltungsstelle der Kriegsmarine, 6082 ausländische Zwangsarbeiter in Massenquartieren).

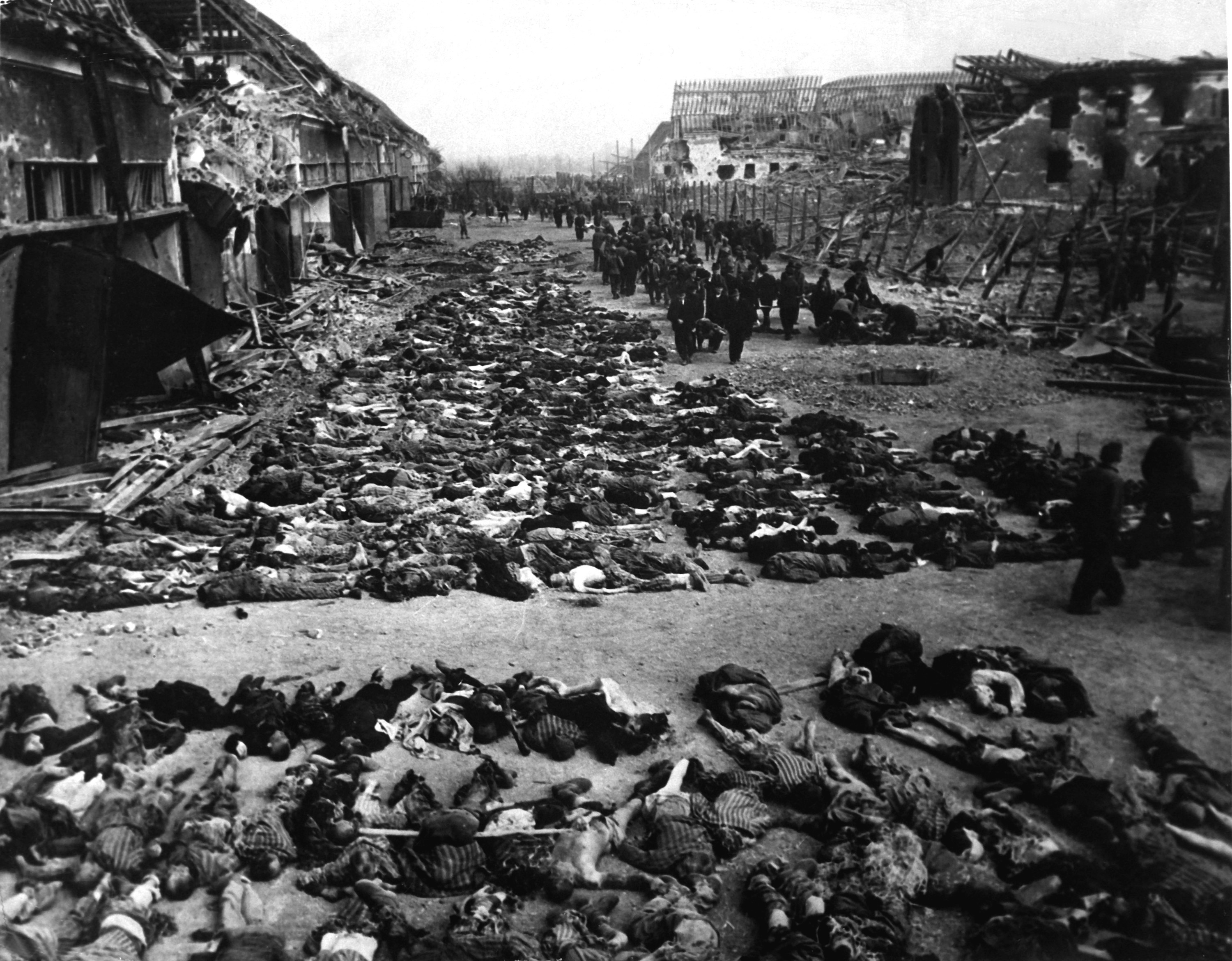
Etwa 1200 bis 1300 Opfer forderten die Bombardierungen am 3. und 4. April unter den Häftlingen des KZ-Außenlagers in der Boelcke-Kaserne. Die Bomben detonierten auf den Lagerstraßen und in den Unterkunftsblocks. Die Aufnahme zeigt das Kasernengelände mit den geborgenen Leichen

Noch eine Woche vor Einmarsch der US-Streitkräfte wurde die Stadt am 3. und 4. April 1945 durch zwei britische Luftangriffe auf Nordhausen zu 74 % zerstört, wobei etwa 8.800 Menschen ums Leben kamen und über 20.000 obdachlos wurden. Die Bombardierung wurde am 2. April 1945 vom Supreme Headquarters Allied Expeditionary Force befohlen. zur Unterstützung der vorrückenden 1. US-Armee mit Priorität zur frühestmöglichen Gelegenheit. Der Zweck der RAF-Angriffe im April 1945 bestand darin, den Weg für einen ungehinderten Vormarsch von der im Südharzer Raum erwarteten Gegenwehr freizumachen. Der erste Großangriff am 3. April um 16 Uhr wurde ausgeführt von 247 Lancaster-Bombern und 8 Mosquitos der 1. und 8. Bombergruppe, die in 20 Minuten 1.170 Tonnen Sprengbomben, besonders auf den südöstlichen Quadranten der Stadt abwarfen. Dabei starben auch etwa 1.200 Häftlinge. Der zweite Großangriff am 4. April um 9 Uhr mit 243 Lancaster-Bombern der No. 5 Bomber Group und 1.220 Tonnen Bomben gilt als der schwerste Angriff und traf als Flächenbombardement auch mit durch Phosphorbomben ausgelöstem Feuersturm auf die Innenstadt
Es wurden hauptsächlich Wohngebiete (10.000 Wohnungen), das Krankenhaus und zahlreiche Kulturdenkmäler von hervorragender Bedeutung zerstört. Das bereits am Abend des 3. April evakuierte Stadtkrankenhaus zog am 8. April in die Stollenanlage im Kohnstein um. Dorthin waren ab 3./4. April auch viele Tausende Nordhäuser geflüchtet. Bis auf die frühere Boelcke-Kaserne wurden keine als militärisch oder kriegswichtig identifizierbaren Ziele getroffen. So blieben der Bahnhof, der Flugplatz, die Gleisanlagen, die Industriebetriebe und das Konzentrationslager Dora, in dem auch die A4 (Rakete) produziert worden war, unzerstört. Schwer beschädigt wurden die St.-Blasii-Kirche, der Dom und die Frauenbergkirche. Zerstört wurden Frauenbergkloster, Neustädtische Pfarrkirche St. Jakobi, Marktkirche St. Nikolai, St.-Petri-Kirche (Turm teilweise erhalten). Die Reste dieser Gebäude wurden nach dem Krieg abgetragen. Die Stadtmauer einschließlich der teilweise genutzten Türme und Wiechhäuser wurde schwer getroffen, das Rathaus bis auf die Umfassungsmauern zerstört. In großer Zahl wurden die für Nordhausen charakteristischen bürgerlichen Fachwerkbauten aus Gotik, Renaissance, Barock, Rokoko und Frühklassizismus vernichtet. In der Innenstadt wüteten tagelang noch zahlreiche Brände, Bomben mit Zeitzündern explodierten, und das Stadtgebiet lag unter Beschuss durch Tiefflieger. Zunächst nur wenige Einwohner versuchten daher, Tote zu bestatten oder Hab und Gut zu bergen.
Die Verluste der ständigen Bevölkerung lagen bei 6.000 Personen, jene der nicht ständigen Bevölkerung bei 1.500, hinzu kommen noch 1.300 Häftlinge der Boelcke-Kaserne, was zusammen eine geschätzte Opferzahl von 8.800 ergibt. Diese bezieht sich nur auf das engere Stadtgebiet von Nordhausen, ohne die Verluste in den später eingemeindeten Ortsteilen. Es gibt auch höhere Schätzungen von über 10.000 Toten, so durch den Antifa-Ausschuss im Juni 1945. Von den 8.800 Toten waren etwa 4.500 Frauen und Kinder.
Anfang April 1945 wurden vom Volkssturm Vorbereitungen zur Verteidigung der Stadt getroffen. So wurden in der Gumpe, auf dem Holungsbügel, an der Promenade, im Gehege und an den Stadteingängen Gräben ausgehoben. Ein Großteil der Offiziere und Fliegersoldaten setzte sich in den folgenden Tagen Richtung „Harzfestung“ ab. Kurz nachdem die Ordnungspolizei und Parteidienststellen die Stadt verließen, löste sich der durch die Luftangriffe dezimierte Volkssturm auf.
Am Morgen des 11. April 1945 besetzte die über Werther anrückende 104. US-Infanterie-Division (1. US-Armee) mit Panzerunterstützung kampflos Nordhausen. Gegen 11 Uhr stießen die Soldaten in der schwer zerstörten Boelcke-Kaserne auf die Überlebenden des Konzentrationslagers Mittelbau. Etwa 1.200 Häftlinge starben bei der Bombardierung der Stadt in den Unterkunftsblocks. Am gleichen Tag erreichten die amerikanischen Truppen das nordwestlich der Stadt gelegene Konzentrationslager und befreiten die letzten noch vor Ort verbliebenen KZ-Häftlinge, die nicht kurz vor dem Eintreffen der Alliierten auf Räumungstransporte und Todesmärsche getrieben worden waren. Das Werksgelände der Mittelwerk GmbH am Kohnstein war nie bombardiert worden und fiel den US-Truppen unzerstört mit allen Geheimwaffen und Unterlagen in die Hände. In der Umgebung des Kohnsteins und im Dorf Krimderode kam es zu kleineren Feuergefechten. Etwa 200 deutsche Soldaten und verdächtige Personen im Stadtgebiet wurden gefangen genommen und im Sammellager Rothleimmühle zusammengeführt. Am Nachmittag erfolgte die offizielle Übergabe der Stadt. Militärgouverneur wurde Captain William A. McElroy.
Die Militäradministration gab Nordhausen am 12. April acht Tage lang den ehemaligen Häftlingen und ausländischen Zwangsarbeitern zur Plünderung frei. Aktivitäten des Werwolf wurden Ende April bekannt und einige Waffen und Munitionsvorräte beschlagnahmt. Am 8. Mai 1945 musste der von den Amerikanern eingesetzte Bürgermeister, der sozialdemokratische Arbeiterführer Otto Flagmeyer, in einem Aufruf allen Plünderern die Todesstrafe androhen. Am 13. Mai fand auf dem Ehrenfriedhof eine Trauerfeier für die Opfer aus der Boelcke-Kaserne statt. An ihr mussten alle erwachsenen Nordhäuser teilnehmen, danach erhielten sie Personaldokumente und Lebensmittelkarten. Da alle Nordhäuser Krankenhäuser zerstört waren, wurde ab April 1945 ein Hilfskrankenhaus in Ilfeld eingerichtet. Auch in Nordhausen herrschte ab Frühjahr 1945 der Typhus, was die desolate Lage in der Stadt noch verschärfte.

## Sowjetische Besatzungszone und DDR-Zeit
Am 16. Juni 1945 wurde der bis dahin preußische Regierungsbezirk Erfurt und damit auch Nordhausen in das Land Thüringen eingegliedert. Die Rote Armee löste die US-Armee als Besatzungsmacht am 2. Juli 1945 ab.

„April, Mai, Juni: plündernde Horden, 21 Uhr Ausgangssperre, bei allen Häusern verrammelte Türen und Fenster. Jeder fragt sich, ob er heute das Opfer sein wird. Turbulente Szenen vor den Geschäften, stundenlanges Schlangestehen und am Ende doch leer nach Hause gehen, weil die frechen Kerle einfach 3–4 Brote mit Gewalt abholten.“

Im Juli 1945 hielten sich über 7.200 Personen in Stadt- und Landkreis auf, die in den nun neu gebildeten drei westalliierten Besatzungszonen ihren Wohnsitz hatten. Sie suchten in der Region während des Krieges Schutz vor den Luftangriffen. Im Dezember 1945 betrug ihre Zahl noch 1.411. Im Zuge der Vertreibung betrug die Zahl der Flüchtlinge im Juni 1945 10.463, im Dezember 1945 insgesamt 18.054. Sie stammten aus Berlin und der Mark Brandenburg, aus Pommern, Ost- und Westpreußen, sehr viele aus dem Sudetenland und die überwiegende Anzahl aus Schlesien; sie wurden zunächst in größeren Lagern untergebracht.
Die kriegszerstörte Innenstadt von Nordhausen wurde nach Enttrümmerung ab 1945 in den 1950er und 1960er Jahren wieder aufgebaut. Dabei wurde die historische Siedlungsstruktur vollkommen missachtet. Stattdessen entstanden dem Zeitgeschmack entsprechende, breite Magistralen wie die Rautenstraße und die Töpferstraße. Nur im Nordwesten der Altstadt in der Umgebung des Doms blieb altstädtische Bausubstanz erhalten, die sowohl die Luftangriffe als auch den Verfall in der DDR-Zeit überstand. Das Bismarck-Denkmal in der Promenade und das Wehrfreiheits-Denkmal auf dem Theaterplatz wurden 1945 abgetragen.
Der Nordhausen-Hauptprozess wurde als Kriegsverbrecherprozess der United States Army im Jahr 1947 durchgeführt.
Nach Auflösung der Länder in der 1949 gegründeten DDR gehörte die Stadt von 1952 bis zur Neukonstituierung Thüringens als Bundesland 1990 zum Bezirk Erfurt. Dort war sie Kreisstadt des Kreises Nordhausen, der 1994 in den heutigen Landkreis Nordhausen umgewandelt wurde.

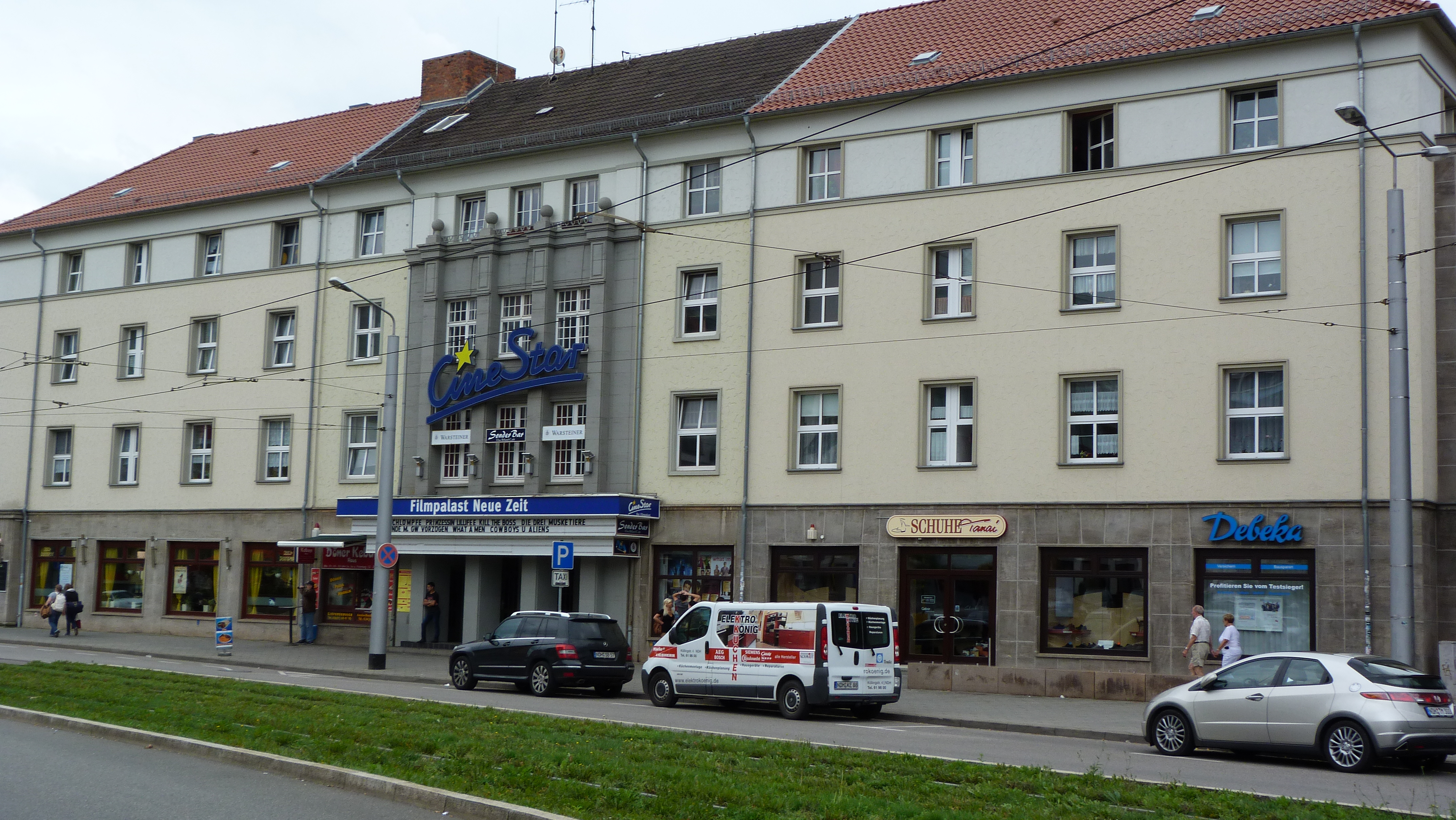
Das Nordhäuser Kino war das erste nach dem Zweiten Weltkrieg im Bezirk Erfurt erbaute Lichtspielhaus

Nordhausen war am und um den 17. Juni 1953 ein Zentrum der Unruhen im Bezirk Erfurt. Schon in den ersten Junitagen 1953 erfolgten Streikaktionen gegen die verfügten Arbeitsnormerhöhungen. Am 17. Juni gab es dann einen mächtigen Streik im VEB IFA-Schlepperwerk. Die Arbeiter konnten jedoch nicht zu Demonstrationen in die Stadt, da das Werk durch Volkspolizei und Kasernierte Volkspolizei umstellt worden war. Einen Streik gab es auch im Schachtbau- und Bohrbetrieb. Bald wurden die Losungen der Streikenden politisch: Hinweg mit der Regierung, freie Wahlen und Aufhebung des von der Sowjetarmee verhängten Ausnahmezustands. Streikführer wurde der Gewerkschaftsfunktionär Otto Reckstat (1898–1983), der als Hilfsschlosser bei der Nordhäuser VEB ABUS-Maschinenbau arbeitete. Streiks und Unruhen hielten auch noch am 18. Juni an, dann besetzten unter dem Schutz der Sowjetarmee Volkspolizei-Einheiten die Betriebe.

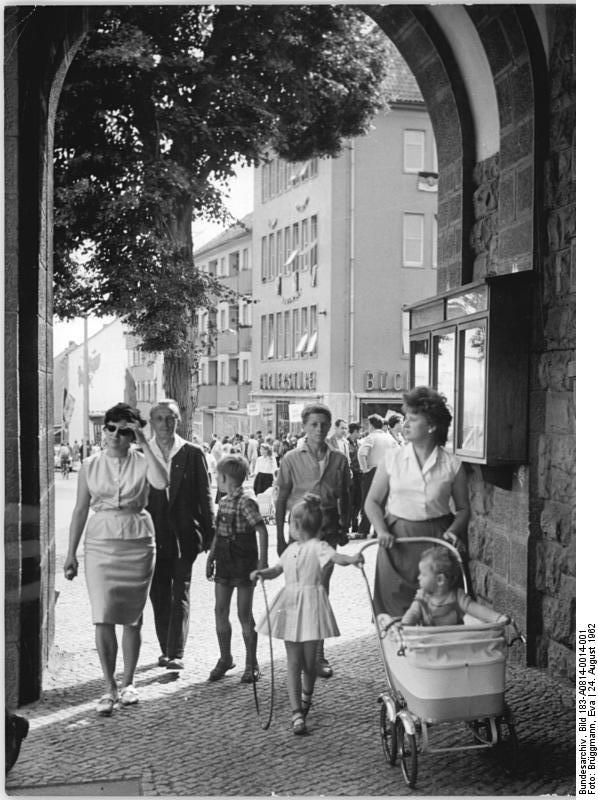
Blick auf die Rautenstraße im Jahr 1962

Die Organisatoren des Etappenortes der DDR-Rundfahrt im Radsport haben Nordhausen weit über die Bezirksgrenzen bekannt gemacht. Am 22. August 1961 war die Stadt Ziel der 5. Etappe (Jena – Nordhausen; 136 km; Sieger: Gustav-Adolf Schur [SC Wissens. DHfK Leipzig I]) sowie am Folgetag Start der 1. Halbetappe (Nordhausen – Kyffhäuser; Einzelzeitfahren; 24 km; Sieger: Dieter Wiedemann [SC Wismut K.-M.-Stadt I]) der 6. Etappe (Nordhausen – Dessau; 164 km; Sieger: Dieter Wiedemann [SC Wismut K.-M.-Stadt I]) der 12. DDR-Rundfahrt; am 14. August 1962 Ziel der 1. Etappe (Magdeburg – Nordhausen; 147 km; Sieger: Klaus Ampler [SC DHfK Leipzig I]) sowie am Folgetag Start der 2. Etappe (Nordhausen – Bad Langensalza; 100 km; Sieger: Manfred Weißleder [SC Wismut Karl-Marx-Stadt I]) der 13. DDR-Rundfahrt; am 5. September 1974 Ziel der 6. Etappe (Dessau – Nordhausen; 143 km; Sieger: Hans-Joachim Hartnick [DDR]) sowie am Folgetag Start und Ziel der 7. Etappe („Quer durch den Harz“; 134 km; Sieger: Wolfgang Gansert [SC Turbine Erfurt]) der 22. DDR-Rundfahrt. Am Samstag, dem 7. September 1974, wurde im 1. Programm des DDR-Fernsehens um 16.25 Uhr in der Sendung „Sport aktuell“ ein Beitrag über die 7. und letzte Etappe der 22. DDR-Rundfahrt ausgestrahlt. Berichtet wurde u. a. über den Start des Rennens in Nordhausen, die Stadioneinfahrt in Nordhausen, den Sprint auf der Aschenbahn des Hohekreuzsportplatzes, über Siegerehrung und Ehrenrunde. Schließlich gab es ein Interview mit dem DDR-Radsportnationaltrainer Wolfram Lindner. Am 20. August 1976 war Nordhausen Ziel der 7. Etappe (Jena – Nordhausen; 165 km; Sieger: Holger Kickeritz [SC Dynamo Berlin II]) sowie am Folgetag Start und Ziel der 8. Etappe („Quer durch den Harz“; 119 km; Sieger: Bernd Drogan [DDR I]) der 24. DDR-Rundfahrt.
Am 29. Mai 1980 wurde bei einem Treffen von Vertretern des Kommandos der LSK/LV und der Grenztruppen der DDR aufgrund des gewachsenen Personal- und Technikbestandes die Verlegung der Hubschrauberstaffel 16 von Salzwedel an den neuen Standort Nordhausen beschlossen. In den folgenden Jahren wurde dieser Mitte der 1930er Jahre errichtete Luftwaffen-Fliegerhorst ausgebaut und mit betonierten Hubschrauber-Stellflächen, Rollwegen sowie einer Wartungshalle versehen. Am 14. Oktober 1986 verlegte die Staffel samt Stab. Zu diesem Zeitpunkt befanden sich 15 Mi-2 und drei Mi-8 im Bestand. Am 1. Dezember 1986 wurde anlässlich des 40. Jahrestages der Grenztruppen der DDR der Ehrenname „Albert Kuntz“ an die Hubschraubereinheit verliehen.
Am Dienstag, dem 22. September 1987 trat um 16.30 Uhr im Albert-Kuntz-Sportpark die Fußball-Olympiaauswahl der DDR in der Qualifikation zu den Olympischen Sommerspielen 1988 vor 5.400 Zuschauern gegen die niederländische Olympiaauswahl an. Die DDR gewann die Partie durch Treffer von Damian Halata, Hans Richter, Markus Wuckel und Heiko Peschke mit 4:2, konnte sich aber als Gruppenzweiter hinter Italien nicht für das Turnier in Seoul qualifizieren.
Mit 52.290 Einwohnern (1989) gehörte die Stadt zu den bevölkerungsreichsten im Bezirk Erfurt und war das zweitgrößte industrielle Zentrum. In den Betrieben, die zahlreiche Produkte für die gesamte DDR herstellten, waren um 1989 ca. 25.000 Menschen beschäftigt. Zu den wichtigsten zählten u. a. die IFA Motorenwerke, der VEB Schachtbau und das RFT Fernmeldewerk, in dem alle Telefone für die DDR produziert wurden. Der VEB Dreistreif galt als die „modernste Kaffeerösterei der Republik“, der VEB Nordbrand als der „größte und modernste Spirituosenproduzent der DDR“, der VEB Tabak als der „größte Zigarettenhersteller der Republik“; bis Ende der 1990er Jahre wurde hier u. a. die Zigarettenmarke Cabinet hergestellt.
Am 31. Oktober 1989 trafen sich auf dem August-Bebel-Platz ca. 25.000 Menschen zur ersten offenen Demonstration gegen das DDR-Regime, am 7. November 1989 versammeln sich ca. 35.000 bis 40.000 Teilnehmer. Mitglieder des Neuen Forums besetzten am 4. Dezember 1989 das Kreisamt des AfNS – die vormalige Kreisdienststelle des MfS – in der Dr.-Kurt-Fischer-Straße 11 (heute Ludolfinger Straße 13) und verhinderten eine weitere Vernichtung von Akten. Nachdem im Februar 1990 Peter Heiter (SED) als Oberbürgermeister zurückgetreten war, hatte Olaf Dittmann (NDPD) das Amt inne. Am 6. Mai 1990 wurde der Arzt Manfred Schröter (CDU) erster frei gewählter Bürgermeister.

## Nordhausen im wiedervereinigten Deutschland
Seit dem 14. Oktober 1990 gehört Nordhausen als Kreisstadt dem Land Thüringen an. Bis Ende Juli 1991 verließen die letzten sowjetischen Soldaten ihre Garnison.
Am 1. Juli 1994 erhielt Nordhausen im Zuge einiger Eingemeindungen den Status einer Großen kreisangehörigen Stadt.
1997 wurde die Fachhochschule Nordhausen gegründet, seit 2002 ist Nordhausen an die Bundesautobahn 38 angeschlossen.
Im Rahmen der Landesgartenschau Nordhausen 2004 wurden weite Teile der Innenstadt wie der Petersberg erneuert. Seit dem 1. Mai 2004 ist Nordhausen offiziell „Hochschulstadt“. Am 1. Dezember 2007 wurden Petersdorf, Rodishain und Stempeda eingemeindet.
Am 23. September 2008 erhielt die Stadt den von der Bundesregierung verliehenen Titel „Ort der Vielfalt“. Seit dem 5. Juni 2010 ist Nordhausen 17. Fair-Trade-Stadt. 2012 erfolgte die Aufnahme in den „Städtebund Die Hanse“. Nordhausen war die erste Stadt, die sich per Ratsbeschluss 1524 offiziell der Reformation angeschlossen hatte und ist Mitglied im Bund der Lutherstädte. Seit Februar 2015 gehört sie der Organisation „Mayors for Peace“ an.

### Geschichte
- Antonia Jäger: Pocken, Pest und Pillen: Gesundheit,  Krankheit und Heilende in Nordhausen 1220 bis 1802 (= Schriftenreihe der Friedrich-Christian-Lesser-Stiftung. Band 42). Michael Imhof, Petersberg, Kr. Fulda 2022, ISBN 978-3-930558-38-4.
- Peter Kuhlbrodt: Nordhausen – eine Reichsstadt im Jahrhundert der Reformation (= Schriftenreihe der Friedrich-Christian-Lesser-Stiftung. Band 30). Atelier Veit, Nordhausen 2015, ISBN 978-3-930558-26-2. Inhalt
- R. H. Walther Müller: Merwigslinde, Pomei Bog und Königshof (= Heimatgeschichtliche Forschungen des Stadtarchivs Nordhausen, Harz. Band 7). Neukirchner, Nordhausen 2002, ISBN 3-929767-53-8.
- Arthur Propp: Die industrielle Entwicklung Nordhausens. Eine Standortsgeschichte. Klinz, Halle 1935, DNB 571040608 (PDF; 30 MB).
- Mathias Seidel: Das Südharzvorland von der vorrömischen Eisenzeit bis zur Völkerwanderungszeit – Zur Besiedlungsgeschichte einer Altsiedellandschaft im nördlichen Thüringen (Weimarer Monographien zur Ur- und Frühgeschichte, 41), Beier & Beran, Weimar 2006.
- Heinrich Stern (Text), Hans Wolff (Bilder): Geschichte der Juden in Nordhausen. Selbstverlag, Nordhausen 1927 (Neuauflage hrsg. von Manfred Schröter und Steffen Iffland. 2008, ISBN 978-3-939357-07-0).
- Stadtarchiv Nordhausen (Hrsg.): Heimatgeschichtliche Forschungen des Stadtarchivs Nordhausen, Harz. Band 1.1953 bis Band 7.1995; Band 8 seit 2002. Geiger, Horb am Neckar, ISBN 3-89570-883-6.
- Marie-Luis Zahradnik: Vom reichsstädtischen Schutzjuden zum preußischen Staatsbürger jüdischen Glaubens. Chancen und Grenzen der Integration der Nordhäuser Juden im 19. Jahrhundert (Schriftenreihe der Friedrich-Christian-Lesser-Stiftung, Bd. 37), Nordhausen 2018, ISBN 978-3-930558-33-9.

### NS-Zeit und Zweiter Weltkrieg
- Walter Geiger: Nordhausen im Bombervisier. Neukirchner, Nordhausen 2000, ISBN 3-929767-43-0.
- Peter Kuhlbrodt: Inferno Nordhausen. Schicksalsjahr 1945 (= Heimatgeschichtliche Forschungen des Stadtarchivs Nordhausen, Harz. Band 6). Archiv der Stadt Nordhausen, Nordhausen 1995, ISBN 3-929767-09-0.
- Jens-Christian Wagner: Produktion des Todes. Das KZ Mittelbau-Dora. 2. Auflage. Wallstein, Göttingen 2004, ISBN 978-3-89244-439-8.
- Martin Clemens Winter: Öffentliche Erinnerungen an den Luftkrieg in Nordhausen. Tectum, Marburg 2005, ISBN 978-3-8288-2221-4.